# Języczek owadów

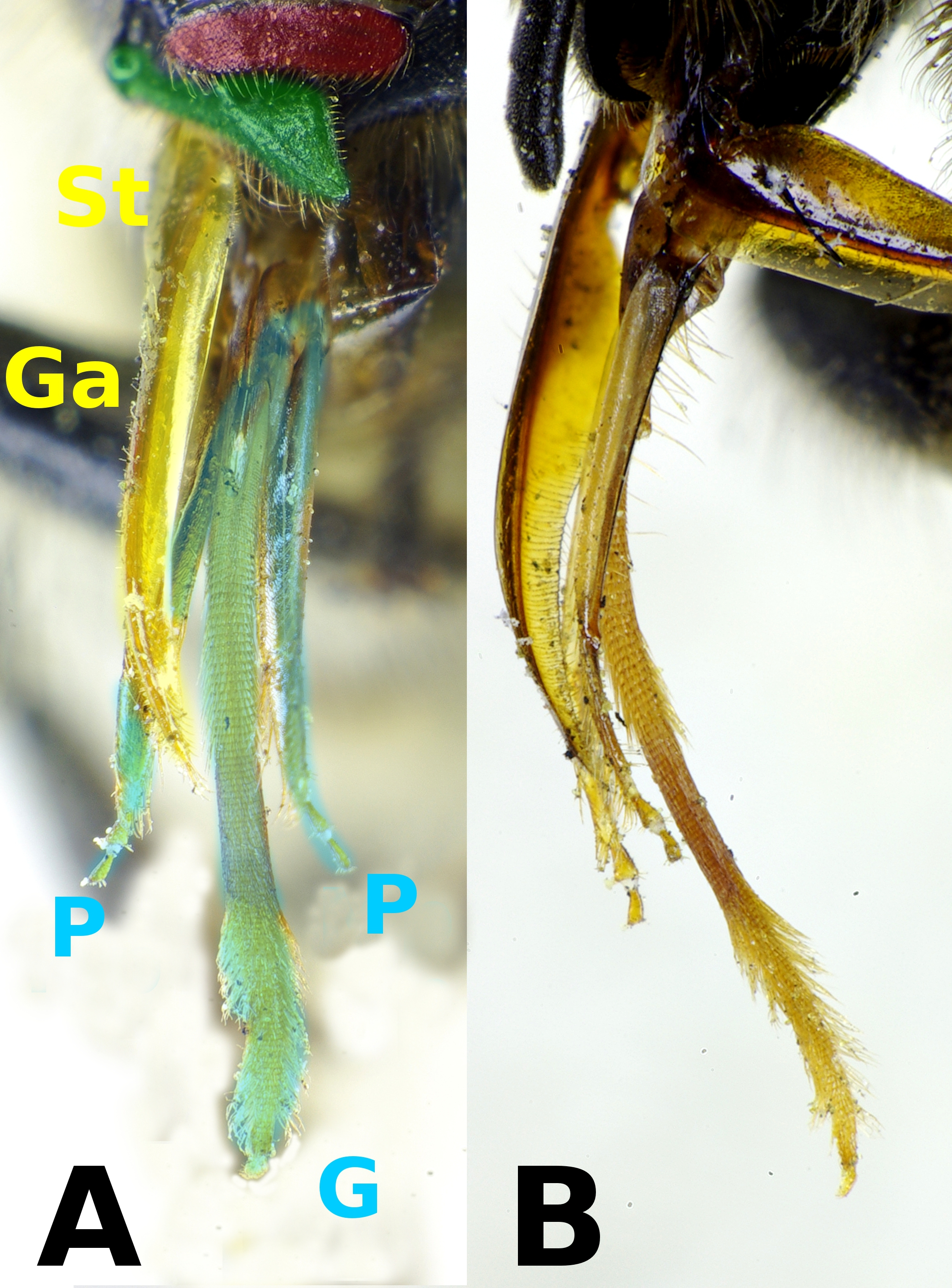
Aparat gębowy pszczoły miodnej. G: języczek, P: głaszczki wargowe, Ga: żuwka zewnętrzna, St: pieniek szczęki

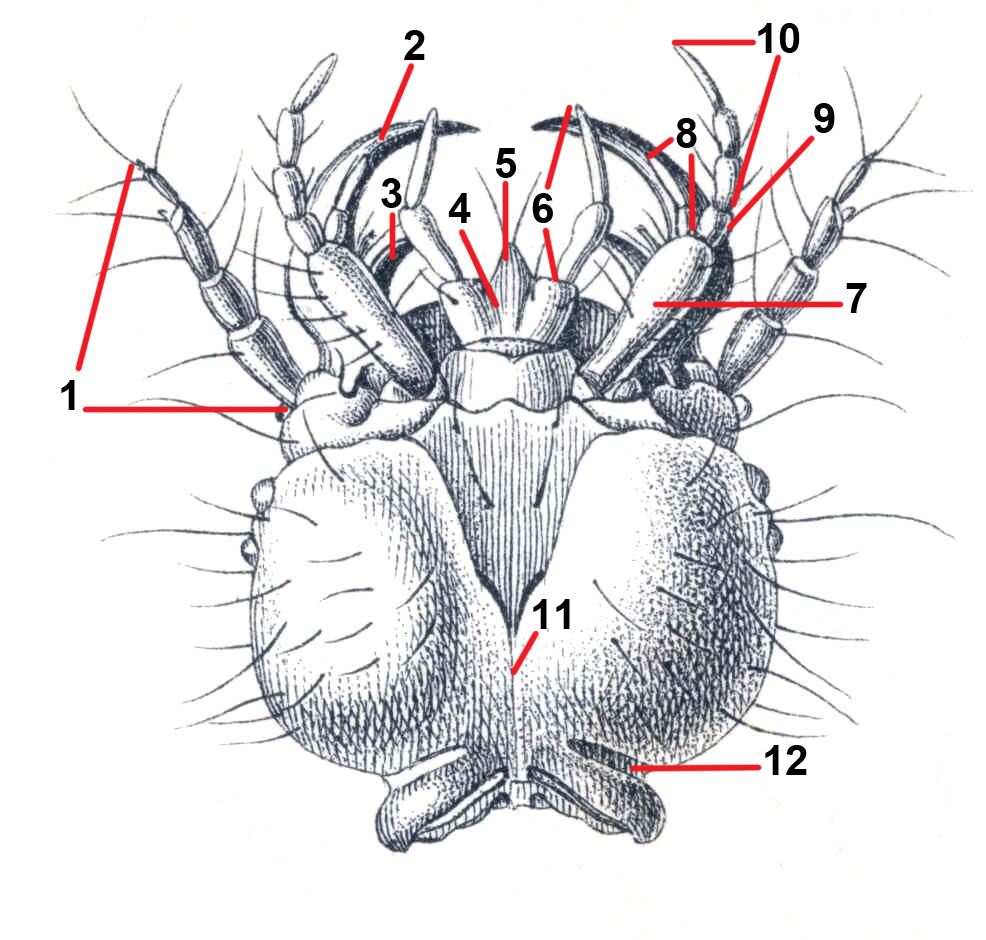
Spód głowy larwy lesza truskawczaka z rzędu chrząszczy. Języczek (ligula) oznaczony liczbą 5

Języczek (łac. glossa) – element narządów gębowych owadów, wchodzący w skład wargi dolnej, wyrastający z przedbródka.
Języczki w pierwotnym planie budowy aparatu gębowego stanowią parę narządów osadzonych na wierzchołkowej (odsiebnej) krawędzi przedbródka. Ponieważ warga dolna powstaje z przekształcenia się szczęk drugiej pary, przedbródek jest narządem homologicznym połączonych pieńków szczęk, a języczki są homologami żuwek wewnętrznych. Po bokach od języczków występuje para przyjęzyczków (łac. paraglossae), będących z kolei homologami żuwek zewnętrznych szczęk. Łącznie języczki i przyjęzyczki określa się mianem ligulae.
Formę parzystych narządów języczki zachowują w prymitywnych aparatach gębowych typu gryzącego. W innych przypadkach przybierać mogą rozmaite kształty, dzielić wtórnie, łączyć częściowo lub całkowicie ze sobą albo także z przyjęzyczkami, mogą być również uwstecznione lub całkowicie zanikłe. Języczki zlane ze sobą określa się jako alaglossa, a języczek podzielony lub rozwidlony jako duplaglossa. U wielu larw owadów o przeobrażeniu zupełnym języczki zrośnięte są z końcem podgębia w jeden złożony płat zawierający ujścia gruczołów wargowych. W aparacie gębowym liżącym rośliniarek i owadziarek języczki zrastają się w nieparzysty język. W aparacie gębowym liżąco-ssącym wielu pszczół język ten ulega dalszym przekształceniom, formując długą i cienką rurkę, na spodzie której znajduje się rowek o gęsto owłosionych brzegach. U części gatunków brzegi rowka łączą się ze sobą, tworząc kanalik języczka. Z kolei wierzchołek języczka rozszerza się w łyżeczkę (łac. flabellum). Języczek pszczół ma jamę ciała wypełnioną hemolimfą i składa się z naprzemiennych pierścieni oskórka o różnej twardości, dzięki czemu zachowuje dużą elastyczność.
Umięśnienie języczków jest homologiczne z umięśnieniem żuwek wewnętrznych pierwszej pary szczęk. Zalicza się je do pierwszej grupy mięśni wargi dolnej, obejmującej mięśnie głaszczków wargowych i jej płatów końcowych. Obejmuje zginacze, ale pozbawione jest antagonistycznych par mięśni. Na języczkach zaczepiają się musculus postoccipitoglossalis medialis i musculus postoccipitoglossalis lateralis, wychodzące z fragmy zapotylicznej, oraz musculus praementoglossalis, wychodzący ze środkowej części przedbródka.
Szczególnym przypadkiem jest języczek chrząszczy (łac. ligula). Mimo że nosi w polskim piśmiennictwie taką samą nazwę, brak odpowiedniego umięśnienia wskazuje, że nie jest on narządem homologicznym z języczkami innych owadów. Języczek chrząszczy podzielony może być wtórnie na dwa, a nawet więcej płatów. Często też zaopatrzony jest we włoski makroskopowe lub mikroskopowe (zwane odpowiednio makrotrichiami i mikrotrichiami).